# Titre de dette
 (mars 2019).
Les titres de dette sont des produits d’endettement auxquels font appel les entreprises qui ont besoin de fonds pour se financer.

## Les différents titres de dette
Il existe plusieurs titres de dette :

### Les TCN (titres de créances négociables) et bons du trésor
C’est une source de financement à court et moyen terme dont les entreprises, l’État et les banques font usage. (échéance fixe).
Il existe trois types de TCN : 
- Les certificats de dépôt (durée inférieure à 24 mois et contre-valeur minimale de 150 000 €) ;
- Les billets de trésorerie (titres de créances négociables, durée entre 10 jours et 1 an) ;
- Les bons à moyens terme négociables (durée supérieure à un an).

### Les obligations
Il existe un autre titre de dette, l'obligation. 
Les obligations sont des titres de créances, émises généralement par les sociétés et les États pour emprunter des fonds sur les marchés. En souscrivant à une obligation, on prête donc à l'organisme émetteur. 
On reçoit en contrepartie un intérêt annuel (le « coupon ») avant d'être remboursé au terme de l'emprunt. (un taux de rémunération, une date d’échéance et une période de versement des intérêts sont évidemment fixés au préalable)
Les obligations, après leur émission sont cotées sur les marchés financiers et peuvent donc être échangées, c’est-à-dire que les investisseurs peuvent les acheter ou les vendre avant son échéance.
La valeur varie en fonction de l’évolution du taux du marché.